# دزيسينو، مقاطعة أوتوك
دزيسينو Dziecinów [d͡ʑɛˈt͡ɕinuf] هي قرية في مقاطعة اوتووك, غمينا سوبيني-جازيوري. تغطي القرية مساحة 6 كم2. بتعداد ما يقرب من 704 نسمة (عام 2007). ويوجد في القرية طريق المحافظة 801, طريق المحافظة 799 وطريق المحافظة 805 ونادي فيسلا دزيسينو الرياضي. وتقع بالقرب من نهر فيستولا. من عام 1975 إلى عام 1998 كانت القرية من ضمن محافظة سيدلس.